# Deutsche Sprache in den Vereinigten Staaten

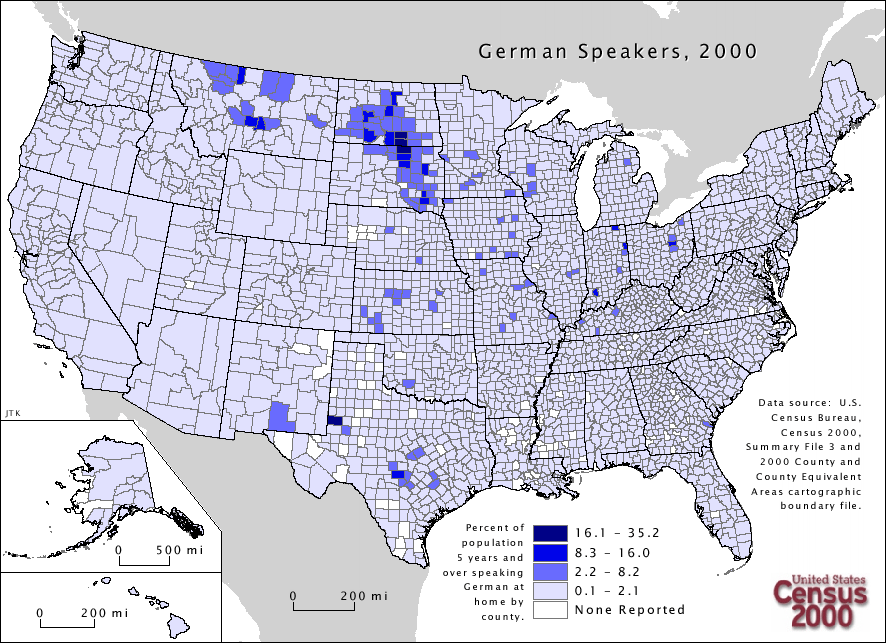
Die Verbreitung von Deutsch in den USA, 2000

Deutsch war im 19. und zu Beginn des 20. Jahrhunderts eine der am häufigsten gesprochenen Sprachen in den Vereinigten Staaten von Amerika. Heute ist Deutsch die zweithäufigste Sprache in South Dakota und North Dakota. Die übergroße Mehrheit der deutschstämmigen US-Bürger versteht heute kein Deutsch, diese zählen sich aber weiterhin zu den Deutschamerikanern, die nach Volkszählungsergebnissen mit Selbstangabe zur Hauptabstammung mit knapp 50 Millionen die größte „ethnische Gruppe“ in den USA bilden, noch vor den irisch- oder englischstämmigen Amerikanern. Erklären lässt sich dies aus der Tatsache, dass die Deutschen im Verlauf mehrerer Jahrhunderte in verschiedenen Wellen und zu verschiedenen Orten eingewandert sind, und dass es zwischen den Migrationszielgebieten wenig Kontakte gab, die zwischen den Enkelkindern der Migranten an der Ostküste und den frisch angekommenen Migranten auf der Prärie gepflegt wurden. Außerdem wurde die Muttersprache im Zusammenhang mit den beiden Weltkriegen bewusst zurückgedrängt.

## Muhlenberg-Legende
Es gibt eine weit verbreitete Legende, der zufolge Deutsch beinahe zur offiziellen Landessprache in den USA geworden wäre. Demnach wäre im Kongress eine diesbezügliche Abstimmung mit nur einer Stimme Mehrheit für Englisch, nämlich durch die Stimme des Deutsch-Amerikaners Frederick Muhlenberg (1750–1801), ausgefallen. Im Kongress gab es aber nie einen diesbezüglichen Vorschlag; bekannt ist lediglich eine 1794 an das Repräsentantenhaus gerichtete Petition deutscher Farmer aus Virginia, ein kostenfrei verteiltes Heft mit Gesetzestexten und Verordnungen in die deutsche Sprache zu übersetzen. Das Repräsentantenhaus befasste sich mit dieser Petition aber nicht; der bilinguale Muhlenberg verweigerte die Unterstützung mit der Begründung, je schneller die Deutschen Amerikaner würden, desto besser.

## Deutschsprachiger Methodismus
In Pennsylvania bildeten sich um 1800 zwei deutschsprachige Methodistische Kirchen, die „Vereinigten Brüder in Christo“ und die „Evangelische Gemeinschaft“. Beide hatten eine methodistische Kirchenordnung und methodistische Liederbücher in deutscher Sprache und publizierten deutschsprachige Zeitungen, von denen eine bis 1937 existierte. Ab Mitte des 19. Jahrhunderts war Englisch in beiden Kirchen zweite Sprache, aber es gab bis ins 20. Jahrhundert hinein Gegenden, wo Deutsch die Hauptsprache in den Kirchen war. Im Jahre 1937 vereinigten sich die beiden Kirchen und schlossen sich 1968 mit der bischöflichen Methodistenkirche zur United Methodist Church zusammen.
Innerhalb der bischöflichen Methodistenkirche hatten sich ebenfalls Mitte des 19. Jahrhunderts deutschsprachige „Konferenzen“ gebildet, die mit den englischsprachigen Konferenzen überlappten. Ein Beispiel hierfür ist die St. Louis German Conference, welche 1925 in den umliegenden englischsprachigen Konferenzen wieder aufging. Diese deutschsprachige Methodisten gliederten sich also in der gleichen Kirche mit englischsprachigen, statt in einer eigenen Kirche wie die „Vereinigten Brüder“ oder „Evangelische Gemeinschaft“.
Rückkehrer aus den deutschsprachigen Methodistenkirchen gehörten auch zu den ersten, die den Methodismus im 19. Jahrhundert in Deutschland und in der Schweiz verbreiteten.

## Deutschsprachige Presse in den USA

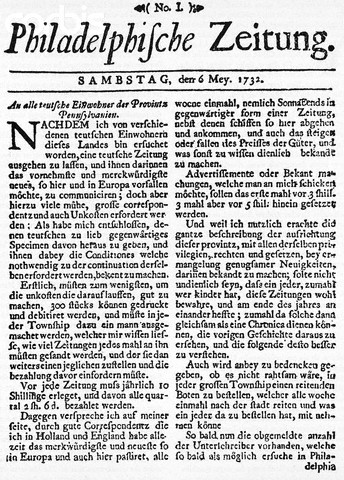
Philadelphische Zeitung, 1732, erste deutschsprachige Zeitung in Nordamerika

Deutschsprachige Zeitungen hatten eine große Bedeutung für die eingewanderten Deutschen in den USA, besonders im 18. und 19. Jahrhundert. Sie boten Informationen über die neue Heimat, über allgemeine Ereignisse in der Welt, aber auch über das Geschehen in der alten Heimat in Deutschland oder der Schweiz. Sie waren auch ein wichtiges Kommunikationsorgan der deutschen Bevölkerung untereinander.
Die ersten deutschsprachigen Zeitungen erschienen seit 1732 in Pennsylvania, wo die meisten deutschstämmigen Einwanderer in dieser Zeit lebten. 
„Henrich Millers Pennsylvanischer Staatsbote“ berichtete als erste Zeitung am 5. Juli 1776 über die amerikanische Unabhängigkeitserklärung im Kongress, einen Tag vor englischsprachigen Zeitungen.
Im frühen 19. Jahrhundert nahm die deutsche Einwanderung stark zu und verbreitete sich über verschiedene Gebiete der USA.
Im Jahre 1900 wurden 613 Zeitungen in deutscher Sprache herausgegeben, das waren 3,4 % aller 18.226 Periodika in den USA, mehr als in jeder anderen Sprache außer der englischen.
Ab 1915 mussten viele von ihnen ihr Erscheinen wegen der starken antideutschen Stimmung während des Ersten Weltkrieges vorübergehend einstellen. Danach erschienen einige wieder, insgesamt nahm deren Anzahl aber kontinuierlich ab.
Im Jahre 2024 waren nur noch zwei deutschsprachige Wochenzeitungen in den USA feststellbar, die traditionsreiche 
„New Yorker Staats-Zeitung“ (seit 1834) und die Amerika Woche, außerdem die halbjährliche Dialektzeitung Hiwwe wie Driwwe, als einzige, die komplett in Pennsylvaniadeutsch erscheint.

## 1917 und die Folgen
Der Eintritt der Vereinigten Staaten in den Ersten Weltkrieg 1917 bewirkte schnell eine stark anti-deutsche Haltung in der amerikanischen Öffentlichkeit. Deutschamerikaner, insbesondere Einwanderer, wurden der Parteinahme für das Deutsche Reich beschuldigt. Deutsch zu sprechen, galt als unpatriotisch. Viele Familien anglisierten in dieser Zeit ihren Familiennamen (zum Beispiel von Schmidt zu Smith, Schneider zu Taylor, Müller zu Miller/Muller, Albrecht zu Albright usw.), fast alle schränkten den Gebrauch der deutschen Sprache stark ein. Viele Staaten verboten den Gebrauch von Deutsch in der Öffentlichkeit und den Sprachunterricht. Nachdem in Ohio, Iowa und Nebraska der Deutschunterricht selbst in Privatschulen verboten worden war, wurden 1923 in einer Grundsatzentscheidung des Obersten Gerichtshofes (Meyer v. Nebraska) diese Gesetze als unvereinbar mit der Verfassung wieder aufgehoben. Doch die durch die anti-deutsche Hysterie entstandenen Folgen waren nicht wieder rückgängig zu machen. Deutsch war aus der Öffentlichkeit so gut wie verschwunden.

## Die deutsche Sprache heute

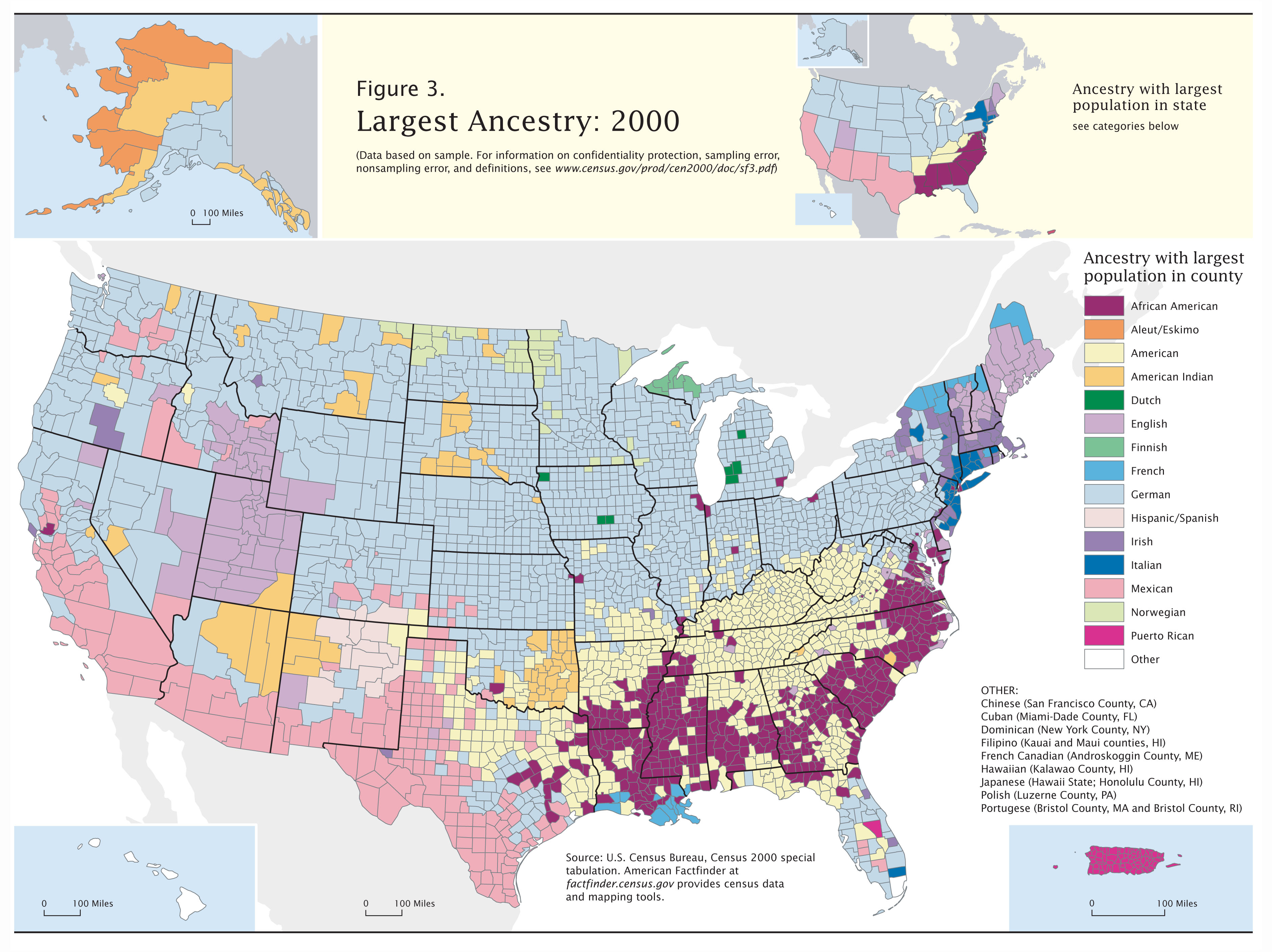
Die Verbreitung der deutschstämmigen Amerikaner in den USA (hellblau kennzeichnet die Countys, die bei der Volkszählung 2000 von Deutschstämmigen dominiert sind)

Insgesamt sind die Deutsch-Amerikaner sehr gut integriert, der Gebrauch der deutschen Sprache ist in den USA drastisch zurückgegangen. Nach der letzten Volkszählung (2000) haben 1.382.610 Personen angegeben, zu Hause Deutsch anstatt Englisch zu sprechen. Nur in einigen Glaubensgemeinschaften wird im täglichen Leben noch Deutsch bzw. ein deutscher Dialekt wie beispielsweise das Plautdietsch (eine Varietät des Niederdeutschen) gesprochen. Für die Amischen alter Ordnung, die Mennoniten alter Ordnung und die Hutterer ist die Bewahrung der deutschen Sprache Teil der religiösen Überzeugung; sie bildet außerdem einen Schild gegen Einflüsse der modernen Außenwelt.

### Deutsche Begriffe heute
Letztlich bleiben von der deutschen Sprache in Nordamerika nicht mehr als Lehnwörter und die Familiennamen. Die Mehrzahl der aus dem Deutschen ins amerikanische Englisch übernommenen Wörter hat mit Essen und Trinken zu tun, zum Beispiel Delikatessen (deli shops sind Feinkostläden), Sauerkraut, Schnitzel, Bratwurst oder Schnaps. Aber es sind auch einige dabei, die Zeugnis ablegen von dem deutschen Beitrag zur kulturellen Entwicklung der neuen Heimat: zum Beispiel fest in Wörtern wie songfest oder das weit verbreitete Octoberfest, und kindergarten für die allgemein eingeführte Vorschule sowie hausfrau für eine besonders fleißige Haushälterin. Fest eingeprägt haben sich vor allem durch die Werbung deutscher Konzerne deutsche Begriffe, die nur sehr schwer im Englischen auszudrücken wären wie leitmotif oder fingerspitzengefuhl (Werbung der Volkswagen AG).

### Deutsche Ortsnamen heute
Obschon sich die Deutschen überwiegend in bereits besiedelten Gegenden niederließen, entstanden auch Ortsneugründungen mit deutschen Namen. Durch offizielle Namensänderungen während des Ersten Weltkrieges und durch Eingemeindung wurde die Zahl der deutschen Ortsnamen verringert. Heute gibt es noch Ortschaften, die Berlin, Frankfort, Bingen, Linden, Stuttgart, New Braunfels oder Luckenbach heißen. Fredericksburg in Texas ist die größte German town in Texas, wo viel der alten deutschen Kultur erhalten ist. Die Einwohner halten jährlich Sangerfests, Shutzenfests, Weinfests oder Kinderfests ab.
Viel häufiger sind noch deutsche Familiennamen zu finden, obwohl immer wieder Namen geändert und der englischen Rechtschreibung angepasst wurden.

## Deutsch als Fremdsprache
In Deutschland lernen etwa sechs Millionen Schüler auf weiterführenden Schulen Englisch als Fremdsprache. An amerikanischen Schulen lernen ca. 375.000 Schüler Deutsch; es ist die dritt-populärste Fremdsprache nach Spanisch und Französisch. 1997 stellte die deutsche Regierung etwa drei Millionen US-Dollar für Projekte zum Deutschunterricht in den USA zur Verfügung. Die Mittel wurden für Lehrerfortbildung, Austauschprojekte, Seminare, die Entwicklung von Lehrmaterialien und für Fremdsprachenwettbewerbe verwendet. An sechs Bildungsministerien in den USA (in Kalifornien, Georgia, Pennsylvania, Virginia, Washington, und Wisconsin) gibt es language consultants aus Deutschland, die sich speziell um Deutsch als Fremdsprache kümmern. Unterstützt von der deutschen Regierung helfen diese Experten auf bundesstaatlicher und regionaler Ebene dabei, Fremdsprachenkonzepte und einheitliche Standards zu entwickeln.
Sieben Goethe-Institute in den USA führen im Auftrag der Bundesrepublik Deutschland Kulturprogramme durch, erteilen Sprachunterricht, unterstützen Lehrer, Universitäten und Behörden bei der Förderung der deutschen Sprache und bieten aktuelle Informationen über Deutschland an; an 15 Instituten in Deutschland nehmen jährlich ca. 2500 amerikanische Teilnehmer an Intensiv-Sprachkursen teil.